# 曾野綾子
曾野綾子（日语：／ Sono Ayako，1931年9月17日—2025年2月28日）是日本小說家，曾擔任日本財團會長及日本郵政取締役，並為日本艺术院會員與文化功勞者。其本名為三浦知壽子（舊姓町田），夫為作家三浦朱門。她是一名天主教徒，受洗名為瑪利亞·伊莉莎白。
曾野畢業於聖心女子大學文學部英文科。其作品《遠來的客人們》曾入圍芥川獎，成為代表作之一。之後，他的創作涵蓋宗教、社會問題等廣泛主題，並著有多部暢銷書，包括散文集《為誰而愛》等。近年來，關於人生與老年的散文作品頗受歡迎。此外，她亦以保守派評論家聞名。

## 生平
曾野綾子是東京出身，畢業於聖心女子学院。

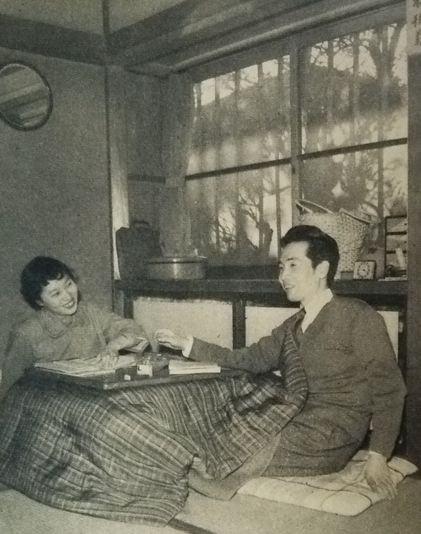
与丈夫三浦朱門（1955年）

曾野綾子曾於同人誌『ラマンチャ』『新思潮』投稿、在山川方夫介紹下以「遠来の客たち」入圍芥川賞。翌年、曾野綾子與『新思潮』三浦朱門結婚。
曾野綾子與同時代的女性作家三浦綾子一起被稱為「W綾子」。
1995年至2005年，曾野綾子擔任日本財團會長、2009年10月開始擔任日本郵政社外取締役。
2025年2月28日，曾野因年老在東京的一家醫院逝世，享耆壽93歲。

## 争议
2015年2月11日，曾野綾子因為在產經新聞上公開發表肯定南非種族隔離制度的專欄文章——《劳动力不足与移民》，并主張該制度应当成为日本接纳更多移民时的模式，而遭到南非駐日本大使、非洲日本協議會及日本國內人權團體的猛烈批評與抗議。

## 外部連結
- 曽野綾子-新潮社
- 三浦　知壽子（曾野　綾子） （页面存档备份，存于） - 日本芸術院
- 海外邦人宣教者活動援助後援会(jomas) （页面存档备份，存于）
- 曾野綾子 （页面存档备份，存于） - 日本財団「ざいだん模様著者別一覧」
- 曽野綾子作品の映画化
- 曽野綾子作品のドラマ化 （页面存档备份，存于）
- 曽野綾子特別書き下ろしエッセイ･「P＋D BOOKS」2周年記念 （页面存档备份，存于）
- 現代のお仕事 様々な大人たち